# Дебрянська Євгенія Євгенівна
Євгенія Євгенівна Дебрянська (рос. Евгения Евгеньевна Дебрянская; нар. 1953) — російська письменниця, режисерка авторського кіно, діячка правозахисного та ЛГБТ-руху. Колишня лідерка першої Лібертаріанської партії.
Вона також була співзасновницею «Освобождения» (Звільнення), радикальної групи, яка виникла з першого гомосексуального руху в Росії та Демократичного союзу.
Дебрянська відома тим, що виступала за виведення радянської армії зі Східної Європи, відкриття російських кордонів і легалізацію одностатевих шлюбів. Вона також була першою дружиною Олександра Дугіна, російського політичного діяча, якого Інститут Мілкена називав «Распутіним» Володимира Путіна, а також «філософом Путіна» та «мозком Путіна». Дебрянська стала першою відкритою лесбійкою в Росії в інтерв'ю «Огоньку» 2008 року.
Дебрянська також є письменницею і знімала авторські фільми.

## Біографія
Дебрянська народилася 10 червня 1953 року в Свердловській області. Її характеризують як провінційну та неосвічену, оскільки вона не отримала вищої освіти. Однак вона мала статки і політичні зв'язки. Їй приписували вміння грати в азартні ігри, а своїми зв'язками вона була зобов'язана тому, що була позашлюбною дочкою боса московської партії. До того як жити як лесбійка, Дебрянська була в гетеросексуальних стосунках з Олександром Дугіним, російським «філософом» і пропагандистом. Вона познайомилася з ним, коли їй було 30 років. Кажуть, що обидва ненавиділи радянський режим. Вони одружилися і в 1985 році народили сина Артура Дугіна, названого на честь Артюра Рембо. Колись Дебрянська стверджувала, що вони з Дугіним були членами «чорного ордену СС» — кола осіб на чолі з Євгеном Головіним, який вивчав езотеричний фашизм і окультизм.

### Активізм
У 1987 році Дебрянська, Валерія Новодворська та Сергій Григор'янц стали співзасновниками першої офіційної політичної опозиційної партії в Демократичному Союзі Радянського Союзу. Однак згодом її виключили з партії за «аморальну поведінку». Вона також була членом Організації довіри між Сходом і Заходом.
Дебрянська допомогла заснувати рух за права геїв і лесбійок у Росії на початку 1990-х років. Це стало можливим завдяки політиці гласності Михайла Горбачова, який зняв деякі обмеження на свободу преси та свободу слова. З Романом Калініним та вісьмома іншими вона заснувала Московську організацію сексуальних меншин. Ця організація, пізніше перейменована на Московський союз геїв і лесбійок, видавала газету «Тема», яка сприяла досягненню таких цілей, як скасування статті 21, закону, який криміналізував гомосексуальні дії за згодою. Вона очолила кампанію з висунення одноногого відкритого гея Романа Калініна в президенти Росії. Кампанія провалилася через те, що Роман Калінін був молодше мінімального віку, дозволеного Конституцією Росії.
Разом з Машею Гессен вона заснувала організацію підтримки російських лесбійок «Трикутник». Він був названий на честь рожевого трикутника, значка нацистського концтабору, який ідентифікував в'язнів як гомосексуалів.
Однією з її помітних ініціатив стала організація суперечливого прайду в Москві, який привернув увагу міжнародної спільноти до сексуальних меншин у місті. Перший в історії парад відбувся через рік, 27 травня 2006 року, і закінчився насильством. Було заарештовано близько 200 активістів, у тому числі Дебрянська та Алексєєв. Вона також брала участь у показах фільмів, пресконференціях та дискусіях. Дебрянська написала та поставила авторське кіно. Декілька її ініціатив були підтримані міжнародним фінансуванням, а коли ці джерела скоротилися, власниками нічних клубів.
У подальшому житті Дебрянська стала підприємицею. Вона володіла лесбійським баром Dietrich, який привласнив Максим Козловський, її орендодавець. У грудні 2015 року Козловський винудив усіх покинути клуб, щоб уникнути неминучої поліцейської облави. Дебрянська віддала ключі Козловському і втекла, але поліція не приїхала. Орендодавець зайняв заклад, заявивши, що його перетворять на «натуральний нічний клуб».